# Parves
Parves – miejscowość i dawna gmina we Francji, w regionie Owernia-Rodan-Alpy, w departamencie Ain. W dniu 1 stycznia 2016 roku z połączenia dwóch ówczesnych gmin – Nattages oraz Parves – powstała nowa gmina Parves et Nattages. Siedzibą gminy została miejscowość Parves. W 2013 roku populacja Parves wynosiła 378 mieszkańców. 